# Борзовая
Борзовая (укр. Борзова) — село в Старовыжевской поселковой общине Ковельского района Волынской области Украины.
До 2020 года входило в Старовыжевский район.
Код КОАТУУ — 0725084602. Население по переписи 2001 года составляет 163 человека. Почтовый индекс — 44400. Телефонный код — 3346. Занимает площадь 0,627 км².